# Christopher Moody
Pour les articles homonymes, voir Moody.
 (août 2023).
Si vous disposez d'ouvrages ou d'articles de référence ou si vous connaissez des sites web de qualité traitant du thème abordé ici, merci de compléter l'article en donnant les références utiles à sa vérifiabilité et en les liant à la section « Notes et références ».
Christopher Moody (1694 - 1722) était un pirate anglais du XVIIIe siècle. C'est l'un des premiers à ne jamais faire quartier lors de ses abordages.

## Biographie
Christopher Moody a tout d'abord été un des membres d'équipage de Bartholomew Roberts. Après avoir obtenu son propre navire, il commence ses premiers actes de piraterie au large de la Caroline du Nord et du Sud, entre 1713 et 1718[source insuffisante]. Il est capturé au large du Ghana et pendu au fort de Cape Coast (Cabo Corso) en 1722[source insuffisante].

## Son pavillon

Pavillon de Christopher Moody

Christopher Moody est largement connu pour son pavillon resté célèbre. En effet au lieu du traditionnel emblème blanc sur fond noir, Moody opte pour un pavillon or, noir et blanc sur fond rouge, couleur symbolisant le sang et les intentions meurtrières de celui qui l'arborait.
Sur son pavillon, on peut voir un sablier jaune membré d'ailes noires, signifiant aux victimes que le temps qui leur restait à vivre fuyait rapidement. Au milieu on peut voir un bras blanc tenant un poignard, symbole de force et enfin, à droite, la célèbre tête de mort de couleur jaune, rappelant aux victimes ce qui les attendait au bout de la bataille. 
L'origine du drapeau rouge est méconnue. On pense que ce furent des corsaires britanniques qui l'arborèrent, sous l'ordre de l'Amirauté en 1694. Puis, quand la guerre de succession d'Espagne s'acheva en 1714, beaucoup de corsaires se lancèrent dans la piraterie et gardèrent ce pavillon.

## Dans la culture populaire
Le pavillon de Christopher Moody fait une brève apparition dans Pirates des Caraïbes : Jusqu'au bout du monde.